# شاخه
شاخه (بالصينية: 沙河) ناحية من نواحي مدينة شينغتاي في مقاطعة خبي الصينية،تبعد عن شينعتاي 25 كم جهة الجنوب.أُطلق على شاخه لقب عاصمة الزجاج في الصين (بالصينية:中国玻璃城). تقوم مصانع الزجاج في شاخع بإنتاج نحو 160 مليون طن من الألواح الزجاجية، بما يعادل نحو 20 في المئة من إنتاج الزجاج في الصين.يعمل حوالي 50000 من سكان شاخه البالغ عددهم 480.000 في صناعة الزجاج.
أصبح الضباب الدخاني في شاخه مشكلة خطيرة، حيث تفضل بعض المصانع دفع الغرامات بدلاً من الامتثال لمتطلبات البلدية بتقليل تلوث الهواء